# Rothenburger Straße (Nürnberg)

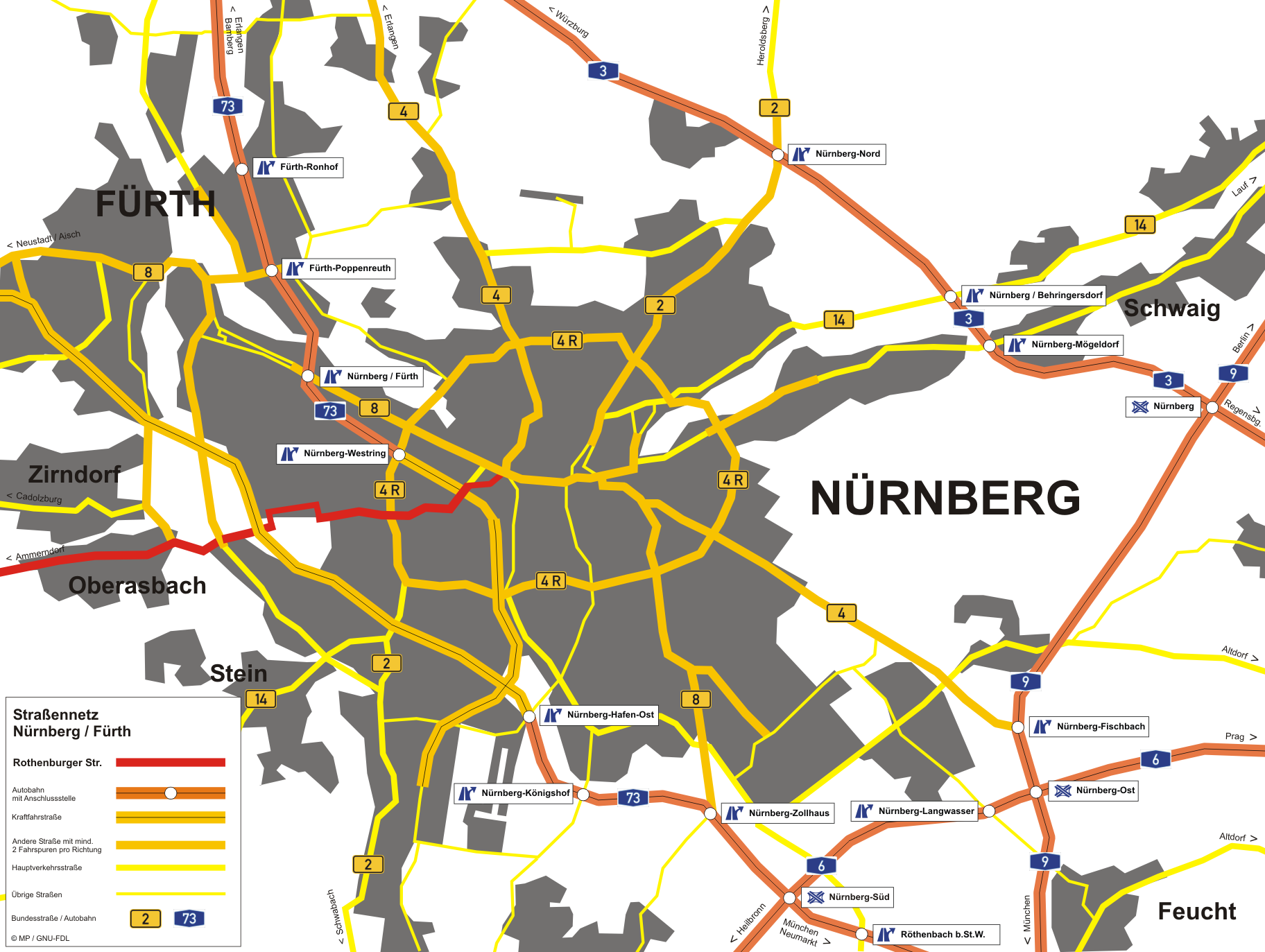
Lage der Rothenburger Straße in Nürnberg, Oberasbach und Zirndorf (rot)

Die Rothenburger Straße war eine Fernstraße zwischen den Freien Reichsstädten Nürnberg und Rothenburg ob der Tauber durch den Rangau und zählt heute im vierspurig ausgebauten Bereich zwischen Nürnberg und Leichendorf zu den am stärksten ausgelasteten Staatsstraßen im Nürnberger Ballungsraum.

## Verlauf

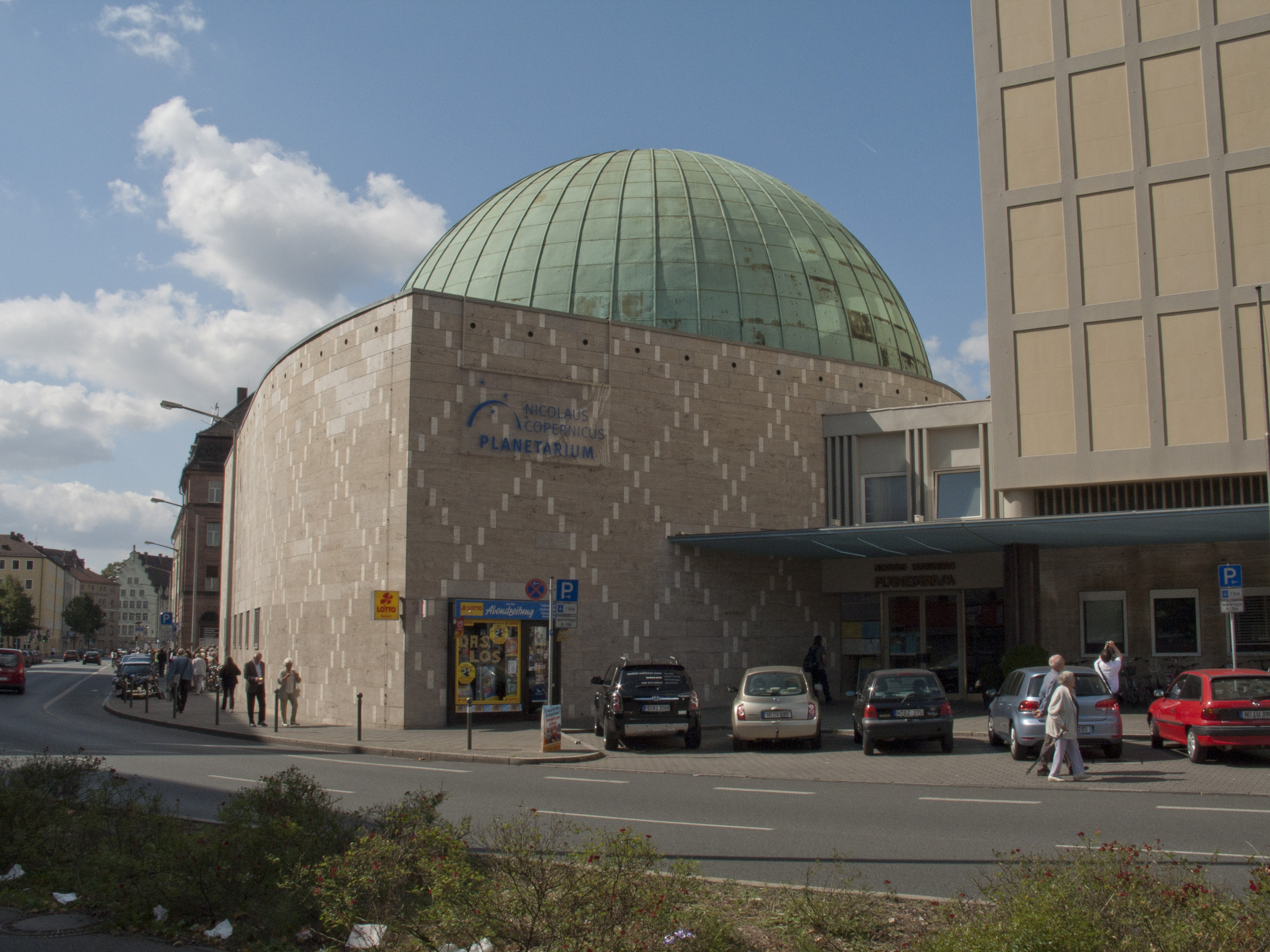
Beginn der Rothenburger Straße am Plärrer

Drei Fernstraßen verließen bereits im Mittelalter die Nürnberger Altstadt durch das Spittlertor, führten über den Plärrer durch Gostenhof und verzweigten sich am Rochusfriedhof. Zwei der Straßen verliefen in Richtung Süden über Schweinau nach Ansbach bzw. Schwabach, die Rothenburger Straße in Richtung Westen nach Rothenburg ob der Tauber.

### Nürnberg

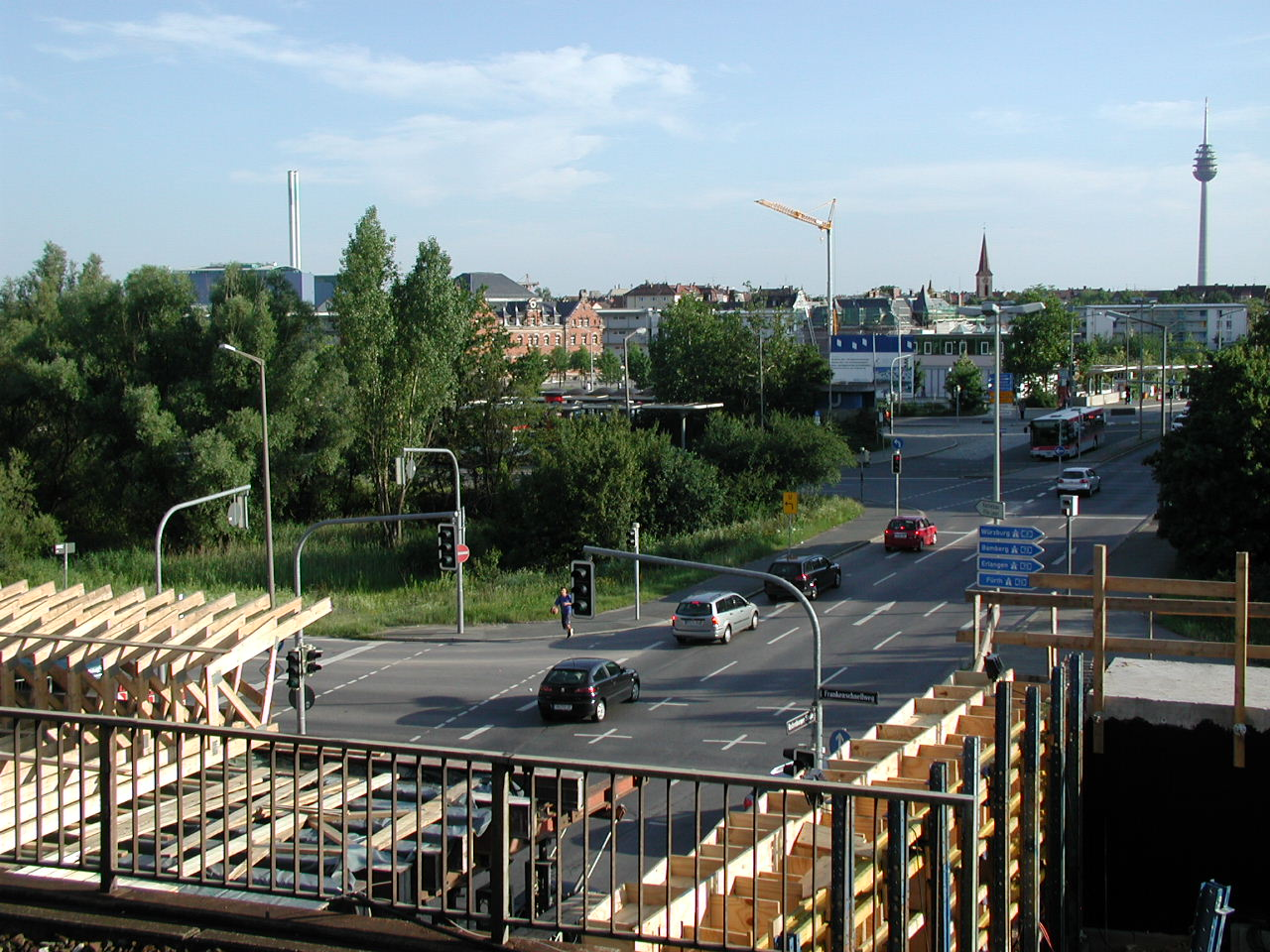
Kreuzung Rothenburger Straße mit dem Frankenschnellweg

Heute beginnt die Rothenburger Straße am Plärrer und führt am Plärrerhochhaus, dem Nicolaus-Copernicus-Planetarium und dem ehemaligen Volksbad vorbei durch Gostenhof, bevor sie sich nach dem Rochusfriedhof an der Kreuzung mit der Au- und Oberen Kanalstraße nach Südwesten wendet. Nach der Überführung der Bahnstrecke Nürnberg–Bamberg (ehemalige Ludwig-Süd-Nord-Bahn), auf der sich der Haltepunkt Nürnberg Rothenburgerstraße befindet, kreuzt der Frankenschnellweg, an dessen Stelle sich von Mitte des 19. Jahrhunderts bis 1950 der Ludwig-Donau-Main-Kanal mit dem Hafen östlich der heutigen Kreuzung befand. Seit der Eröffnung des U-Bahnhofs Rothenburger Straße 1984 ist der Punkt ein Verkehrsknoten zwischen U-Bahn und Regionalverkehr; der Stadtbus-Knoten wurde am 15. Juni 2008 aufgelöst und zum U-Bahnhof Gustav-Adolf-Straße verlegt. Die Straße führt nun am Westrand des alten Schlachthofgeländes entlang, knickt beim alten Ortskern von Sündersbühl nach Westen ab und erreicht, nachdem die Wallensteinstraße westlich des U-Bahnhof Sündersbühl in Richtung Großreuth bei Schweinau abzweigt, die Kreuzung mit der Von-der-Tann-Straße (Westring / B 4 R).

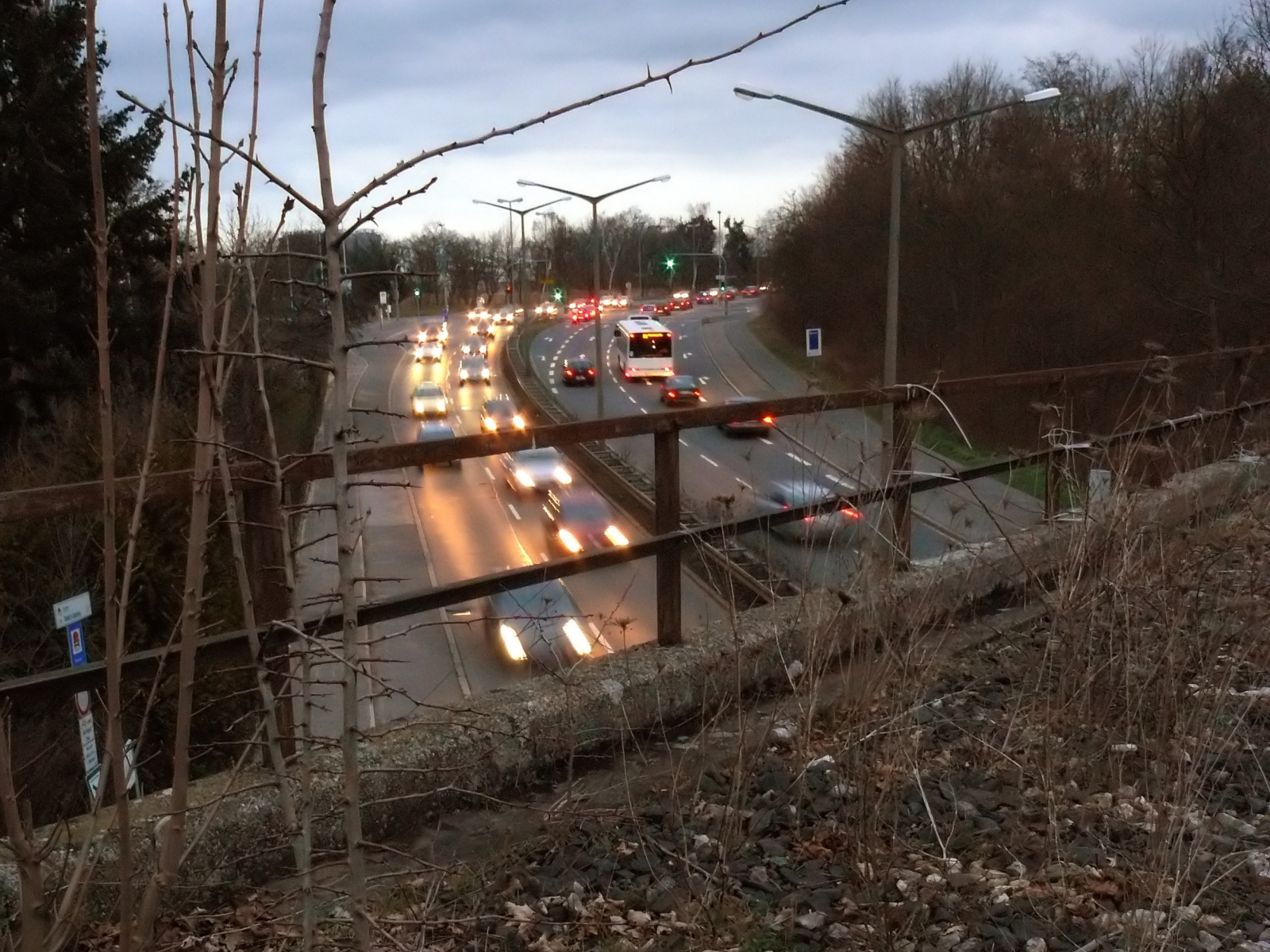
Kreuzung „Fürth Süd“

Ab hier ist die Rothenburger Straße als Staatsstraße 2245 gewidmet und führt am „Village“, dem ehemaligen US-Hospital-Gelände, vorbei, überquert anschließend die Ringbahn und erreicht Kleinreuth bei Schweinau. Nach der Einmündung der Sigmundstraße verläuft die Rothenburger Straße auf einem Damm und überquert an der Anschlussstelle Nürnberg–Kleinreuth die Südwesttangente und den Main-Donau-Kanal, die hier gebündelt verlaufen und erreicht die im Volksmund nach dem Haltepunkt Fürth Süd der Bibertbahn Fürth Süd genannte Kreuzung mit der Schwabacher Straße im Norden Gebersdorfs. Nach der Unterquerung der Bibertbahntrasse verlässt die Rothenburger Straße bei der Querung der Rednitz auf der Fernabrücke das Nürnberger Stadtgebiet.

### Durch den Rangau
Südlich der Rothenburger Straße liegt das Naturschutzgebiet Hainberg, das größte Naturschutzgebiet Nordbayerns. Bis Anfang der 1990er-Jahre wurde der Hainberg noch als Truppenübungsplatz der US-Armee genutzt. Das Naturschutzgebiet ist ein Teil der Sandachse Franken.

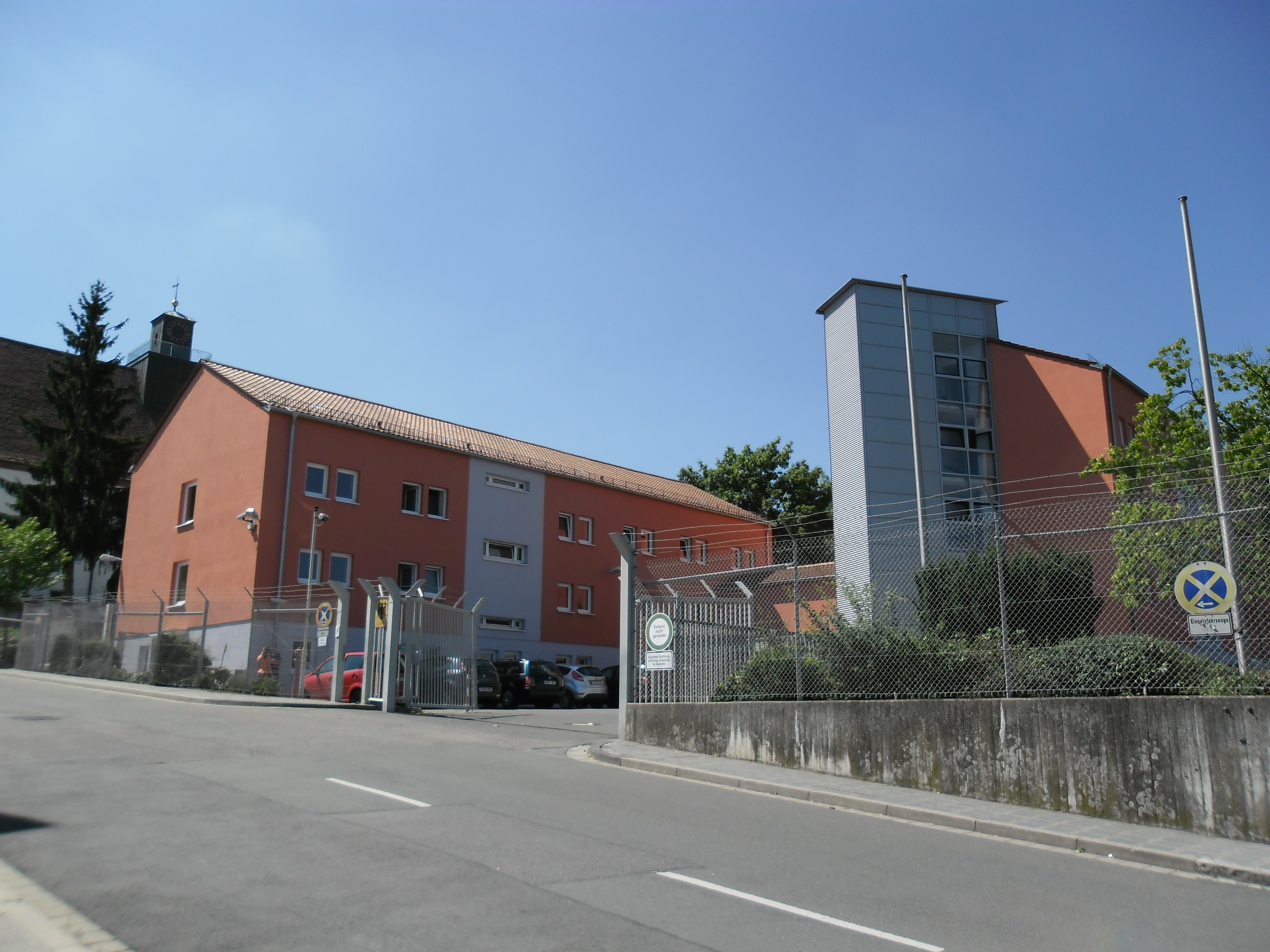
Außenstelle M C 2 des Bundesamtes für Migration und Flüchtlinge (BAMF) in der Rothenburger Straße 29

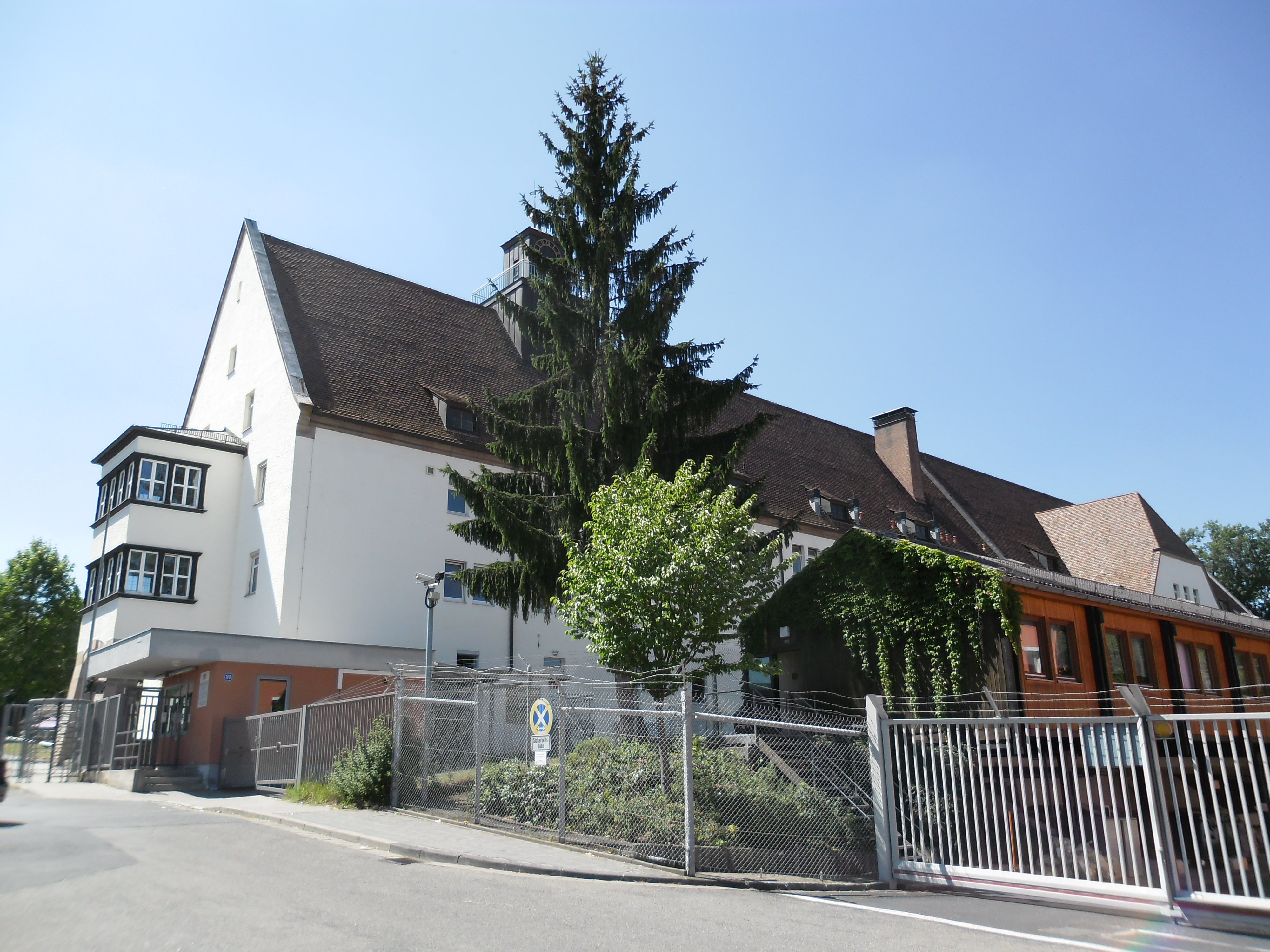
Haupteingang der Zentralen Aufnahmeeinrichtung für Asylbewerber (ZAE) an der Rothenburger Straße 31

Die Rothenburger Straße erreicht Altenberg und nach der Kreuzung mit der Albrecht-Dürer-Straße, in der Nähe des Dietrich-Bonhoeffer-Gymnasiums das Zirndorfer Stadtgebiet. Auf der südlichen Seite befanden sich neben der Polizeiinspektion Zirndorf die Adams Barracks. Die ehemalige Kaserne der nationalsozialistischen Ordnungspolizei wurde nach dem Zweiten Weltkrieg zunächst von der US Army und später als ein Lager für Flüchtlinge genutzt. Auf dem Gelände befindet sich der ehemalige Sitz des Bundesamtes für Migration und Flüchtlinge, die damals noch Bundesamt für die Anerkennung ausländischer Flüchtlinge genannte Behörde hatte von 1961 bis 1996 hier ihren Sitz.
In dem Gebäudekomplex werden seit dem 24. Februar 1995 die Schnipsel der von Mitarbeitern des Ministeriums für Staatssicherheit zerstörten Unterlagen von Hand zusammengesetzt. Hinter diesem Gebäude befindet sich immer noch die Zentrale Aufnahmeeinrichtung (ZAE) für Asylbewerber in Bayern. Nach dem Ende des Industriegebiets auf der Südseite der Straße sind die Gleise der Bibertbahn und erstmals die Bibert zu sehen. Vom Norden kommt die Westspange genannte Umgehung, in Leichendorf befinden sich auf der Südseite der Unternehmenssitz von Playmobil in der Brandstätterstraße, dahinter der Playmobil FunPark. Auf der Nordseite befindet sich der Kernort. Jenseits des Gewerbegebiets ist im Süden der Ort Lind am Hang zu sehen. Auf der Nordseite der Straße befindet sich an der Bibert Leichendorfermühle mit einem Campingplatz.

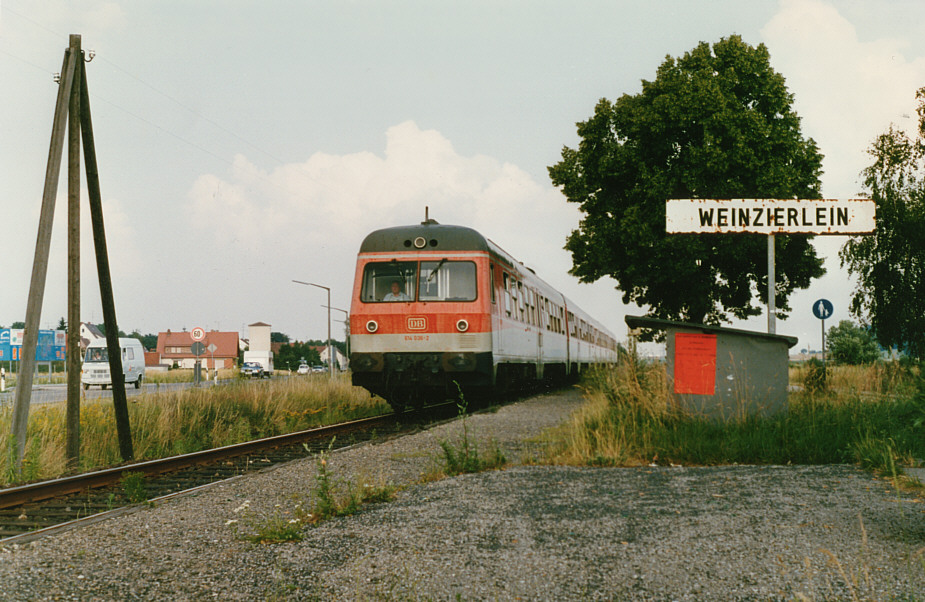
Haltepunkt Weinzierlein im Juli 1986, dahinter die Rothenburger Straße in Wintersdorf

An beiden Ortseingängen kreuzte die Rothenburger Straße bis 1986 die Bibertbahn, am westlichen Ortseingang befand sich der Bahnhaltepunkt Weinzierlein. Bis zur Fertigstellung der Umgehungsstraße im Jahr 1998 führte der Verkehr auf der Rothenburger Straße direkt durch Wintersdorf. Weinzierlein tangiert die Rothenburger Straße im Norden. Hier trifft die Rothenburger Straße auf die Staatsstraße 2409, die als wichtige Verbindung zwischen der Bundesstraße 14 bei Roßtal und Bundesstraße 8 bei Seukendorf dient. Zwischen Weinzierlein und Ammerndorf nutzt diese Straße die Rothenburger Straße. Nach der Einmündung in Weinzierlein überquert die Rothenburger Straße die Bibert. Anschließend folgt die Staatsstraße 2245 einem leicht kurvigem Verlauf bis nach Ammerndorf. Bis zum Jahr 2010 verlief die 2245 direkt durch Ammerndorf und gabelte sich erst im Ortskern wieder in die Staatsstraße 2409 Richtung Cadolzburg und die Weiterführung der Staatsstraße 2245. Zwischen 2010 und 2012 wurde südlich von Ammerndorf eine Ortsumgehung der Staatsstraße 2245 errichtet. Die Bausumme von 6,7 Millionen Euro für ca. 3 km Strecke begründet sich durch die komplexen Maßnahmen zur Anpassung  des Bibertlaufs sowie dem Bau von Gewässerausgleichsmaßnahmen und Brückenbauwerken auf lehmigem Untergrund. Seit Mitte 2012 führt der Verkehr der St 2245 nun komplett südlich an Ammerndorf vorbei. Die von Wintersdorf bis Ammerndorf parallel verlaufende St 2049 gabelt sich nun am Ortseingang Ammerndorf Ost, wo die Staatsstraße 2409 durch den Ort und dann Richtung Cadolzburg zur Bundesstraße 8 führt. Westlich von Ammerndorf befand sich aufgrund des ehemaligen Bahnübergangs der Bibertbahn eine scharfe Kurvenkombination des ehemaligen Bahnübergangs, die einen Unfallschwerpunkt darstellte. Diese wurde im Rahmen der Ortsumgehung leichter trassiert und vor Vincenzenbronn wieder auf die alte Strecke geführt. Kurz vor dem Ortseingang von Vincenzenbronn befindet sich der Ammerndorfer Ortsteil Bubenmühle. Für Vincenzenbronn ist in den kommenden Jahren ebenfalls eine Ortsumgehung in Planung. In Großhabersdorf zweigt die Staatsstraße 2246 nach Ansbach ab. Vor dem Bau der Umgehungsstraße tat sie das am Fuß des Kirchbergs beim Gasthaus Rotes Ross. An der Stammesmühle vorbei führt die Rothenburger Straße nach Unterschlauersbach.

### Über die Frankenhöhe
Der erste Ort im Landkreis Ansbach ist der Dietenhofener Ortsteil Seubersdorf. Ab hier wird die Straße wegen der Führung auf einem Höhenrücken der Frankenhöhe auch als Hochstraße bezeichnet. Vorbei an den Ortsteilen Oberschlauersbach, Neudietenholz und Walburgswinden erreicht die Rothenburger Straße Neudorf. Nach etwa 3,5 Kilometern kreuzt nördlich von Andorf die Staatsstraße 2255, eine Verbindung zwischen der Bundesstraße 13 in Ansbach und Bundesstraße 470 in Neustadt an der Aisch. Kurz darauf befindet sich die Straße rund 1,2 Kilometer auf dem Gebiet des Landkreises Neustadt an der Aisch-Bad Windsheim, südlich der Straße ist der Ort Rothenhof, ein Teil der Gemeinde Neuhof an der Zenn, gelegen. Nach etwa einem Kilometer folgt eine Straße in südliche Richtung zum Rügländer Ortsteil Unternbibert, einige Meter weiter liegt nördlich der Straße der Ortsteil Daubersbach, weitere 1,6 Kilometer zweigt eine Straße nach Fladengreuth nach Süden ab. Nach 1,4 Kilometern folgt eine nördliche Abzweigung zum Obernzenner Ortsteil Wimmelbach. Auf den folgenden vier Kilometern befinden sich südöstlich der Rothenburger Straße die Flachslandener Ortsteile Hainklingen und Schmalnbühl, nordwestlich Sondernohe. Bei Schmalnbühl befindet sich die Quelle der Bibert. Nördlich der Kreuzung mit der Kreisstraße AN 21 befinden sich die Ortsteile Boxau und Virnsberg, südlich Neustetten. Nach 1,5 Kilometern kommt von Süden die Staatsstraße 2253 aus Flachslanden, die bei Lehrberg in die B 13 mündet und wenige Meter der Ortsteil Wippenau. Die St 2253 zweigt nach 2,5 Kilometern nach Norden ab, über den Obernzenner Ortsteil Egenhausen führt die Staatsstraße nach Markt Bibart zur Bundesstraße 8. Nach 1,2 Kilometern führt die Straße durch den Obernzenner Weiler Straßenhof. Kurz danach wird auf einem Pass zwischen Lerchenberg und Illesheimer Kopf die Hohe Steig und zugleich die Europäische Hauptwasserscheide überwunden. Auf der Westseite geht es in einem für die Strecke einmaligen Gefälle den Berg hinab, auf dem Weg nach Oberdachstetten überwindet die Strecke 50 Höhenmeter auf 750 Metern. Südöstlich des Bahnhofs Oberdachstetten überquert die Rothenburger Straße die Bahnstrecke Treuchtlingen–Würzburg. Die Strecke geht nun über die Fränkische Rezat und durch den Ortskern zur Anschlussstelle der Bundesstraße 13. Nach 1,5 Kilometern wird der Oberdachstettener Ortsteil Anfelden erreicht.

## Staatsstraße 2245
Die Staatsstraße 2245 beginnt in Nürnberg an der Kreuzung der Rothenburger Straße mit der Von-der-Tann-Straße und folgt der Rothenburger Straße bis in die Nähe des Oberdachstettener Ortsteil Anfelden. Während die Rothenburger Straße als Kreisstraße AN 8 weiter in Richtung Rothenburg verläuft, biegt die Staatsstraße in einem weiten Bogen in Richtung Colmberg ab, östlich der Altmühlbrücke der Staatsstraße 2250 verläuft sie zusammen mit dieser durch Colmberg, nach Leutershausen, dort münden beide in die Staatsstraße 2246.